# Pekingský palácový psík
Pekingský palácový psík, zvaný též pekinéz nebo pekiňák, je malé psí plemeno čínského původu. Patří k plemenům s vůbec nejnižší kohoutkovou výškou. Jeho plemenná kniha je vedena ve Spojeném království. Původně byl chov těchto psíků vyhrazen čínskému císařskému dvoru, kde byli šlechtěni řadu staletí. Roku 1860 ve druhé opiové válce ukořistili v Pekingu pět exemplářů Britové, a tito psi se stali základem evropského chovu.

## Historie
Pekingský palácový psík pochází z Číny a je bezesporu jedním z nejstarších psích plemen vůbec. Chovali jej pouze v panovnických rodinách a měl pro ně velkou cenu. Za zakladatelku chovu těchto psů je považována císařovna Cch´-si. V palácích nebyli chování pouze jen jako společníci, ale i jako ostražití hlídači.
Do Evropy, konkrétně do Anglie, se toto plemeno dostalo až v roce 1860 a získalo si zde velkou oblibu. Již před tímto datem se ale Evropané snažili o dovoz pekinézů, Číňané jim to většinou dovolili, ale žádný z těchto psů cestu nepřežil, jelikož jim sami jejich majitelé před cestou dali do jídla skleněné střepy. Jednalo se o jednoho psa a čtyři fenky. Na jejich importování z Číny do Anglie měl zásluhu George Brown, který i později zařizoval několik importů. V 70. letech ale v Evropě začal úhyn mladých jedinců, jen téměř každý druhý pes se dožil pěti let. Většina těchto psů umírala kvůli příbuzenskému křížení, jelikož chovná základna byla jen malá. V současné době je plemeno značně rozšířené po celé Evropě, Asii i Americe, nejpočetnější je v Anglii a Francii.

## Povaha
Pekinézové jsou přátelští, milí a hraví psi. Dokážou být ale i tvrdohlaví a jsou žárliví. Jsou důstojní a temperamentní. Jen málokdy je lze vycvičit, celkově je jen málo psů tohoto plemene, kteří se někdy nějaké povely skutečně naučili. Potřebuje vlídnou a laskavou výchovu bez fyzických trestů. Najde si jednoho člena rodiny, kterého pak respektuje. Je to dobrý hlídač a na jakékoliv zvuky či kolemjdoucí upozorňuje štěkotem. Je odvážný a nebojácný, i když případného zloděje by neodstrašil. S jinými psy vychází dobře a je možné chovat je ve větších smečkách. Jiných zvířat, hlavně pak těch větších vzrůstem, se často bojí a nevychází s nimi. Děti má rád a leckteré jejich hrátky přetrpí. K cizím se chová odtažitě a je vůči nim ostražitý, časem si ale i k nim najde cestu. Je poměrně klidný.

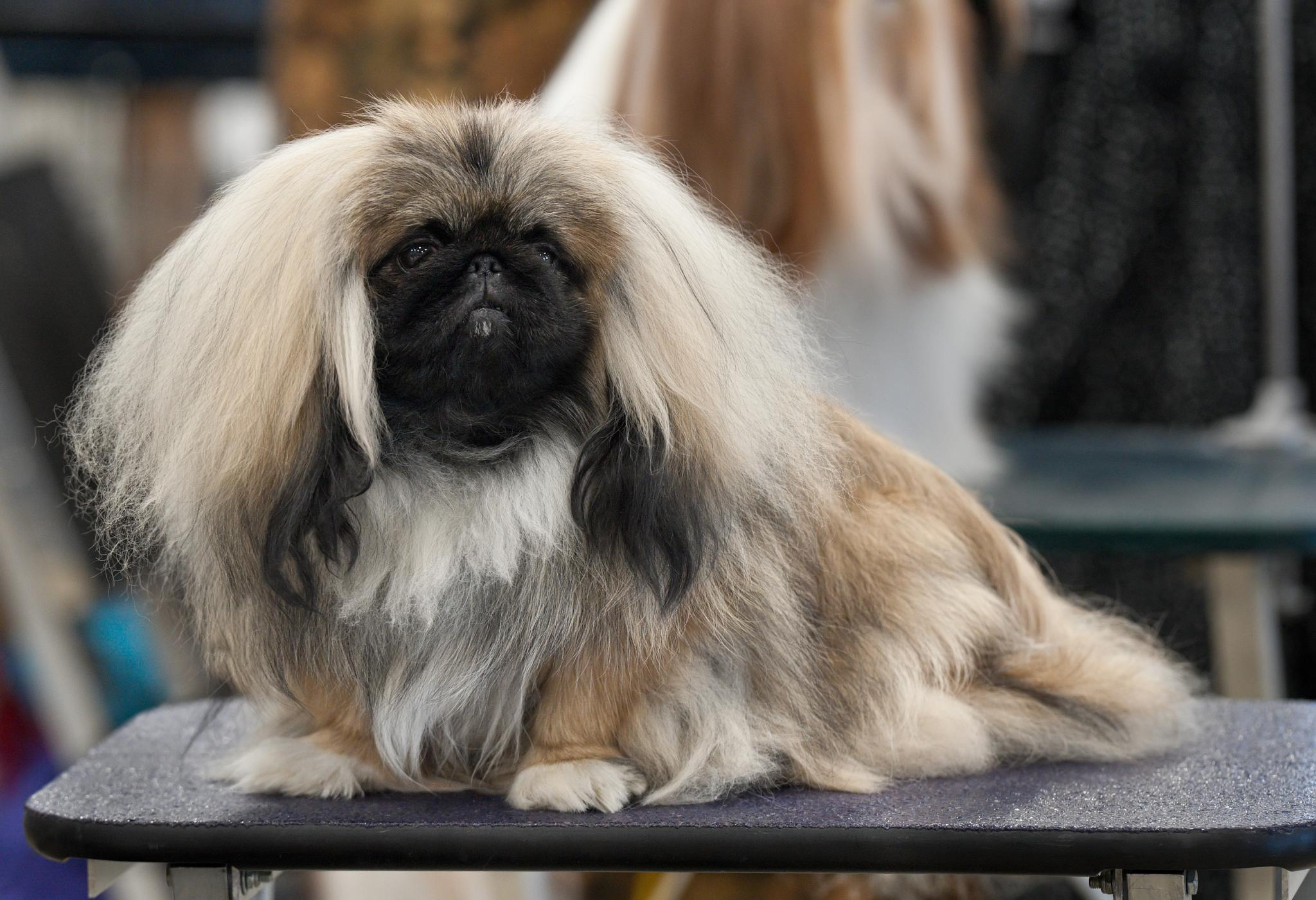

## Péče
Srst pekinéze je rovná a dlouhá, nestříhá se. Vyžaduje časté pročesávání, ale je samočisticí, proto časté mytí vodou není potřeba. Pekinézové jsou velice citliví na vysoké teploty a není vhodné je jim vystavovat. Pokud je pes chován v suchém a teplém prostředí, časem se své dlouhé srsti zbaví, nechá si jen krátkou srst o jednom centimetru a dlouhá mu již nikdy nenaroste.
Vyžaduje laskavou a vlídnou výchovu, fyzické tresty na něj neplatí. Cvičí se těžko a i v dospělosti většina těchto psů zvládá jen základní povely. Jen těžko snáší samotu. a nejspokojenější je s majiteli uvnitř domu či bytu, rozhodně se nehodí pro celoročně venkovní pobyt.

## Zdraví
Průměrná délka života: 12–15 let.
Pekinéz má krátký čumáček, kvůli kterému mohou vznikat problémy s dechem, ty se nejčastěji projevují v letním období, kdy se pejsek nestíhá ochlazovat a může dojít k přehřátí. V horkých dnech to mějte na paměti a nepřetěžujte ho. Hlídejte také, aby byl ve stínu. 
Slabým článkem bývají oči, které jsou náchylné na podráždění. Objevit se ale mohou také dědičné oční vady, jako je progresivní retinální atrofie nebo šedý zákal. Vyskytnout se také mohou srdeční problémy.